# مردی‌زدایی

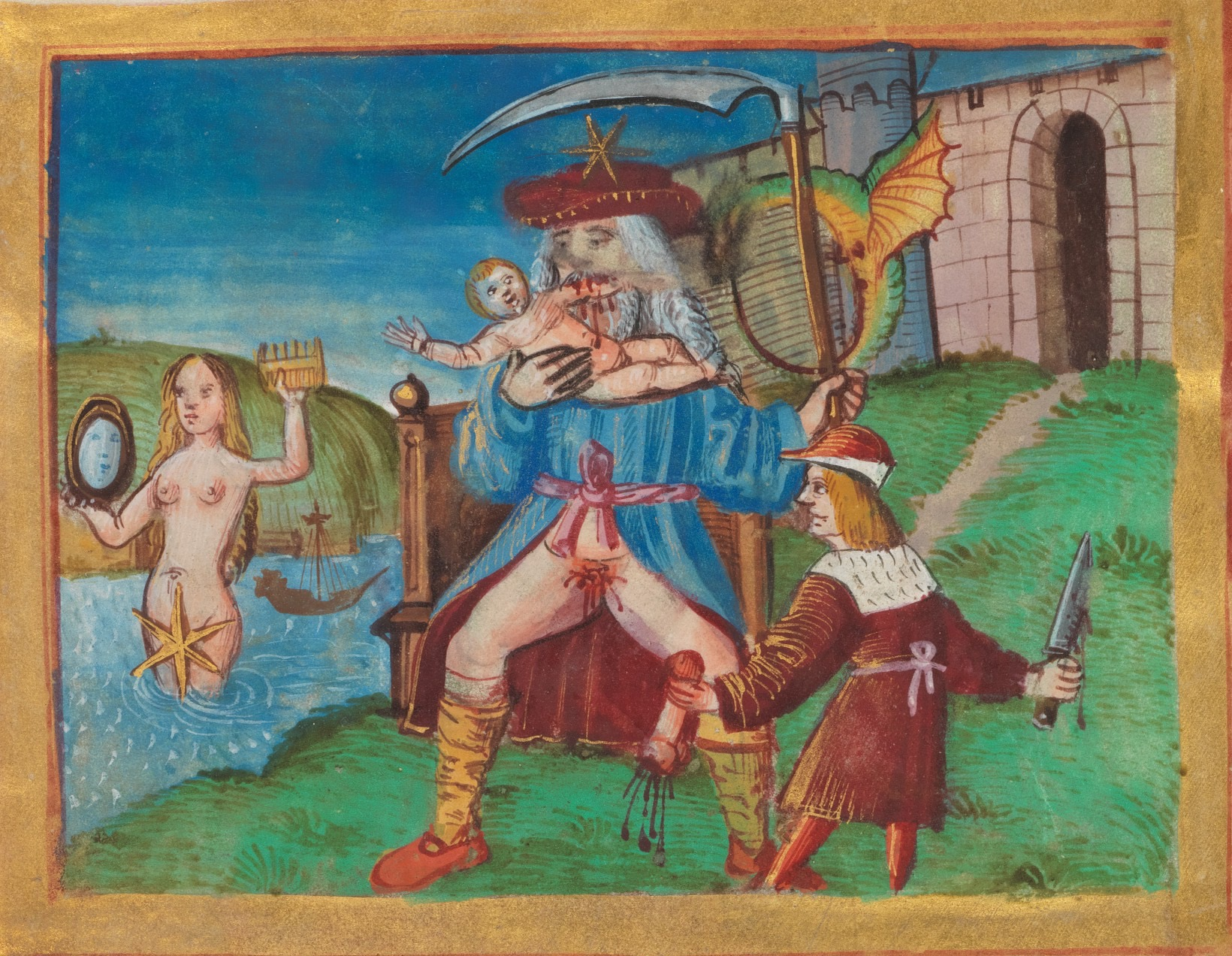
نقاشی‌ای از زئوس در حال مردی‌زدایی از کرونوس ، حدود سال ۱۵۰۱

مردی‌زدایی به معنای برداشتن اندام‌های بیرونی دستگاه تولیدمثل در مردان است، که شامل هر دو آلت مردانه و کیسه بیضه می‌شود؛ کیسه‌ای که بیضه‌ها را دربردارد. این عمل با اخته کردن، که تنها بیضه‌ها را برمی‌دارد، تفاوت دارد. اگرچه این دو اصطلاح گاه به‌جای هم به‌کار می‌روند، اما عارضه‌های احتمالی مردی‌زدایی گسترده‌ترند، چرا که برداشتن آلت ممکن است به پیچیدگی‌های بیشتری منجر شود. دلایل گوناگونی از جمله مذهبی، فرهنگی، تنبیهی یا فردی ممکن است افراد را به انجام این عمل، برای خود یا دیگران، وادارد.
اصطلاح «مردی‌زدایی» همچنین می‌تواند به‌صورت استعاره‌ای نیز به‌کار رود، و به از دست‌دادن ویژگی‌هایی اشاره داشته باشد که سنتاً با نرینگی مرتبط دانسته می‌شوند، مانند قدرت، سلطه یا خودمختاری.

## روش
روش‌های گوناگونی برای انجام مردی‌زدایی وجود دارد. ممکن است هر دو آلت تناسلی و بیضه‌ها هم‌زمان با ابزار تیز همچون چاقو، تیغ یا شمشیر برداشته شوند. در جراحی پزشکی، از گیره‌های عروقی غیرخردکننده نیز استفاده می‌شود تا گردش خون قطع و خونریزی کاهش یابد.
راه دیگر، برداشتن آلت و بیضه‌ها در مراحل جداگانه است. جراحان در جراحی‌های تراجنسیتی زنانی که خواهان حذف اندام جنسی مردانه خود طی چند مرحلهٔ جراحی بازتخصیص جنسی (مرد به زن) هستند، از این روش استفاده می‌کنند. در این جراحی‌ها، از بافت‌ها برای ساخت واژن و فرج نو بازشکل‌سازی می‌شود.

## پیامدهای پزشکی
پیامدهای کوتاه‌مدت مردی‌زدایی شامل خونریزی و عفونت است. در گذشته، مرگ نیز از جمله عوارض ممکن به‌شمار می‌رفت، هرچند میزان آن مورد اختلاف است.
عوارض درازمدت شامل بی‌اختیاری ادرار، تنگی مجرای ادرار، احتباس ادرار، عفونت ادراری، نشت ادرار و سنگ مثانه است. برخی پژوهش‌ها نشان داده‌اند که مردی‌زدایی می‌تواند موجب تغییرات جسمی گوناگون شود؛ از جمله کوتاه شدن بالاتنه، پهن شدن شکم و لگن، افزایش قد، خمیدگی پاها، و دراز شدن جمجمه. افزون‌بر این، معمولاً موهای صورت و بدن در فرد از بین می‌رود یا بسیار کم می‌شود، و افزایش بافت چربی یا بزرگ‌شدن پستان مردانه، همراه با الگوی پخش چربی زنانه مشاهده می‌شود. این تأثیرات جسمی در افرادی که پیش از بلوغ مردی‌زدایی شده‌اند، شدیدتر است.

## دلایل

### فرهنگی

#### چین امپراتوری

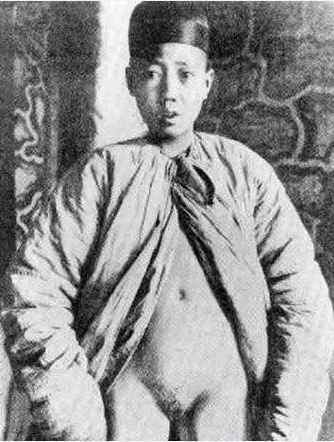
یک خواجهٔ مردی‌زدایی‌شده در دوران دودمان چینگ

مردی‌زدایی در چین برای ایجاد خواجه در دربار امپراتوری انجام می‌شد. این رسم به دودمان شانگ (۱۶۰۰–۱۰۴۶ پیش از میلاد) بازمی‌گردد، و تا سال ۱۹۲۴ ادامه داشت، زمانی‌که آخرین امپراتور چین، پویی، نظام خواجگان را منحل کرد. آخرین خواجه زندهٔ درباری، Sun Yaoting، در سال ۱۹۹۶ درگذشت.
در آغاز، خواجه‌های دربار از میان زندانیانی انتخاب می‌شدند که ناخواسته مردی‌زدایی می‌شدند. در دوران دودمان چینگ، برخی افراد داوطلبانه تن به این عمل می‌دادند تا شغل و درآمدی به‌دست آورند، اگرچه مواردی از اجبار نیز ادامه داشت. برخی داوطلبانه این کار را می‌کردند چون خواجه شدن را راهی برای رسیدن به ثروت و قدرت می‌دانستند. از سوی دیگر، فقر موجب می‌شد پدران، فرزندان خود را مجبور به این کار کنند، و سود مالی انگیزه‌ای برای قاچاقچیان انسان بود تا قربانیان را مردی‌زدایی کنند.
دربار امپراتوری خواجگان را به دلایل گوناگونی مردی‌زدایی می‌کرد. یکی از دلایل این بود که این عمل وفاداری کامل به امپراتور را تضمین می‌کرد، زیرا با بریدن پیوندهای خانوادگی و نابودی امکان تولید نسل، وابستگی اجتماعی و خانوادگی فرد از بین می‌رفت. همچنین این کار موجب اطمینان از مشروعیت فرزندان امپراتور می‌شد. مردی‌زدایی به‌جای اخته‌کردن معمولی، برای جلوگیری از روابط جنسی احتمالی با زنان درباری ترجیح داده می‌شد. با اینکه انجام این عمل پیش‌شرط استخدام در دربار بود، اما تضمینی برای اشتغال ایجاد نمی‌کرد.
عمل مردی‌زدایی معمولاً توسط فردی ماهر، موسوم به «چاقوکش» یا «متخصص چاقو»، انجام می‌شد. برای آماده‌سازی، فرد در آب سرد شسته می‌شد تا حواسش بی‌حس شود و در مواردی آلتش پیچانده می‌شد تا خون‌رسانی کاهش یابد. سپس از فرد سؤال می‌شد که آیا با عمل موافق است یا نه، و در صورت پاسخ مثبت، چاقوکش با یک بریدگی اندام را می‌برید. پس از آن، برای توقف خونریزی، پودر بندآورنده خون روی زخم پاشیده می‌شد و سوند یا لوله‌ای فلزی در مجرای ادرار قرار داده می‌شد تا از تنگی جلوگیری شود.